# Julius Erving
Julius Winfield Erving II, ameriški košarkar, * 22. februar 1950, Nassau County, New York, ZDA.
Erving je kot najbolj znan igralec lige ABA pripomogel k združitvi z ligo NBA po letu 1976. Osvojil je en naslov prvaka lige NBA leta 1983 s Philadelphia 76ersi ter dna naslova prvaka lige ABA, kjer je igral za kluba Virginia Squires in New York Nets. V sezoni 1981 je bil tudi izbran za najkoristnejšega košarkarja lige NBA, med letoma 1974 in 1976 pa je bil izbran za najkoristnejšega košarkarja lige ABA, je edini košarkar z obema lovorikama. Enajstkrat je zaigral na Tekmi vsez zvezd lige NBA. Je peti strelec v zgodovini profesionalnih košarkarskih lig z 30.026-imi točkami skupaj v ligah ABA in NBA. Znan je bil po zabijanjih, tudi iz črte prostih metov na tekmovanjih v zabijanjih.
Leta 1993 je bil sprejet v Košarkarski hram slavnih. New York Netsi so upokojili njegov dres s številko 6, Philadelphia 76ersi pa njegov dres s številko 32.